# Afremus
Afremus is een geslacht van de familie snoerhalskevers (Anthicidae).

## Soorten
- A. madgei Levey, 1984
- A. pickeri Levey, 1984